# La Riba
|  | Per a altres significats, vegeu «la Riba (les Llosses)». |

La Riba és un municipi de la comarca de l'Alt Camp. És situat als límits nord-occidentals de l'Alt Camp; termeneja amb Vilaverd i Montblanc al N, ja a la Conca de Barberà, amb Valls a l'E, amb Alcover al S i amb Mont-ral (i l'antic terme de Rojals, avui incorporat a Montblanc) a l'W. El municipi de la Riba és en el límit de tres contrades diferents: el Camp de Tarragona, les Muntanyes de Prades i la Conca de Barberà. La Riba és l'únic nucli de població del municipi.

## Geografia
- Llista de topònims de la Riba (Muntanyes, serres, collades, indrets, rius, fonts, cases, masies, esglésies, etc).

## Història
Històricament va pertànyer a la vegueria de Montblanc i formà part de les terres del comtat de Prades. L'església fou sufragània de la parròquia de Vilaverd, situació que es mantingué fins al segle xviii, en què li fou concedida parròquia pròpia. La Ponència de la Divisió Territorial de Catalunya va incorporar la Riba a la comarca de l'Alt Camp sobre la base de criteris geogràfics i econòmics. D'una banda, les Muntanyes de Prades no obtingueren la consideració de comarca pròpia i, de l'altra, l'estudi de les àrees de mercat assenyalaren l'assistència de la Riba al mercat de Valls. Cal afegir també un tret geogràfic que fou tingut en compte: el clima de la Riba no té cap de les característiques continentals de la Conca de Barberà i, fins i tot, les boires de l'Urgell que planen per la Conca queden aturades per l'estret de la Riba, que els barra el pas vers el Camp de Tarragona.
Passa pel terme la C-14 de Reus a Montblanc. D'aquesta, en surt una carretera local que puja serpentejant, salvant els desnivells del poble fins a Farena (Mont-ral). En aquest punt la carretera es prolonga per una pista de terra que al petit nucli de la Cadireta (Mont-ral) embranca amb la carretera que va de Mont-ral a Capafonts. Aquesta carretera s'inaugurà el 1930 i representà un gran avanç, ja que abans tots els transports a les fàbriques s'havien de fer a bast. El pont, que salvava el pas del riu prop de l'entroncament d'ambdues carreteres, fou arrabassat per l'aiguat de Sant Lluc d'aquell any, poc després de la fi l'obra, i calgué refer-lo de nou.
L'estació de tren de la Riba fou començada el 22 de març de 1858, i el dia 16 d'agost de 1862 l'avançada de les obres del ferrocarril de Reus a Montblanc ja permeté l'arribada de la primera màquina. Pel setembre d'aquell any es transitava ja pel pont de l'Estret, o de Ferro, i la línia quedà inaugurada el 13 de maig de l'any següent. La manca d'espai planer a l'estret obligà a la coincidència dels traçats de la carretera i de la via, que s'entrecreuaren en tres passos a nivell successius i molt propers.
En part dins el terme de la Riba hi ha també l'estació de la Plana-Picamoixons. Durant un temps, les línies del ferrocarril de Valls i de Reus no enllaçaven, ja que entre totes dues s'interposava una enorme roca. A la línia de Reus hi havia l'Estació Vella de la Plana i a la línia de Valls l'Estació Vella de Picamoixons, unides mitjançant un servei de tartana que traslladava els viatgers d'un costat a l'altre del Francolí.

## Demografia
| Entitat de població | Habitants (2024) |
| la Riba             | 536              |
| les Hortasses       | 32               |
| Font: Idescat       |                  |

Segons el fogatjament del 1553 hi havia solament nou focs. La població passà al segle xviii dels 84 habitants que tenia el 1718 als 552 habitants el 1787. Aquesta espectacular crescuda demogràfica s'ha d'atribuir a l'expansió general de l'agricultura, però sobretot a les implantacions industrials. La composició dels habitants, en aquest darrer any, és distribuïda de la manera següent: un capellà, 18 pagesos, 2 comerciants, 23 fabricants, 118 jornalers i 8 menestrals. L'impuls demogràfic es mantindrà al llarg del segle xix, en què assolí la xifra màxima de població el 1857, que arribà als 1.697 h. (aquesta xifra és incrementada pels residents vinguts amb motiu de la construcció del ferrocarril).
La població (ribencs o ribetans) davallà des de l'últim terç del segle xix fins al 1900, en què assolí els 767 habitants, i la mateixa tendència decreixent es mantingué al llarg de tota la primera meitat del segle xx: 798 h. el 1930 i 706 habitants el 1950. De llavors ençà inicià una lleugera represa fins a principi dels anys vuitanta (936 h. el 1970 i 981 h. el 1981) i tornà a disminuir durant els noranta (911 h. el 1991 i 676 h. el 2001). Amb el canvi de segle la població s'estabilitzà i, el 2005, hi havia 679 h.
| 1497 f | 1515 f | 1553 f | 1717 | 1787 | 1857  | 1877  | 1887  | 1900 | 1910 |
| ------ | ------ | ------ | ---- | ---- | ----- | ----- | ----- | ---- | ---- |
| 5      | 6      | 9      | 84   | 552  | 1.697 | 1.567 | 1.183 | 767  | 861  |

| 1920 | 1930 | 1940 | 1950 | 1960 | 1970 | 1981 | 1990 | 1992 | 1994 |
| ---- | ---- | ---- | ---- | ---- | ---- | ---- | ---- | ---- | ---- |
| 841  | 798  | 784  | 706  | 822  | 966  | 981  | 942  | 893  | 893  |

| 1996 | 1998 | 2000 | 2002 | 2004 | 2006 | 2008 | 2010 | 2012 | 2014 |
| ---- | ---- | ---- | ---- | ---- | ---- | ---- | ---- | ---- | ---- |
| 820  | 785  | 732  | 694  | 676  | 682  | 720  | 705  | 659  | 601  |

| 2016 | 2018 | 2020 | 2022 | 2024 | 2026 | 2028 | 2030 | 2032 | 2034 |
| ---- | ---- | ---- | ---- | ---- | ---- | ---- | ---- | ---- | ---- |
| 594  | 576  | 585  | 552  | 569  | -    | -    | -    | -    | -    |

## Riuades històriques
La Riba és un poble afectat per les riuades han estat un fenomen recurrent al llarg de la seva història a causa de la seva situació geogràfica. La Riba està situada al aiguabarreig del riu Brugent i el Francolí, un riu que tot l'any porta un cabal d'un m3/s pot experimentar grans crescudes quan hi ha pluges torrencials.
Aquestes crescudes han estat especialment devastadores en diverses ocasions, ja que la combinació de fortes precipitacions i la morfologia abrupta de la conca del riu Brugent i el Francolí afavoreixen desbordaments.

### Riuades destacades a La Riba

#### Riuada de l’11 de juliol de l’any 1792
Després d’un any extremadament sec sense pluges significatives, una breu pluja de només dues hores provocà una riuada devastadora al riu Francolí. L’aigua arribà a 14 pams per sobre de la carretera, inundà cases i l’Hostal del Victo. Causà greus danys a La Riba i la seva rodalia. Entre Vilaverd i Picamoixons es destruïren 11 edificis, incloent molins i cases, i es malmeteren molts altres, a més de recs, acèquies i conductes d’aigua. Tres ponts foren arrossegats pel riu. La tragèdia causà 19 morts, incloent set persones de la Casa de l’Estret, tres del Molí dels Capellans d’Alcover, i nou del molí entre Picamoixons i la Plana. Les pèrdues materials es valoraren en més de 90.000 lliures. Uns dies després, el 17 de juliol, una roca es desprengué sobre treballadors que reparaven danys, matant-ne dos més.

#### Riuada de 1850 (1842) (Sant Bartomeu, 24 d'agost)
Baixà una gran riuada que destruí el pont, el molí del Farré i causà estralls.

#### Riuada del 23 de setembre de 1874 (Santa Tecla)
El 23 de setembre de 1874, una forta riuada sense precedents afectà greument La Riba, causant grans destrosses materials i pèrdues humanes. Es van destruir nombrosos edificis, entre ells diversos molins: el molí paperer de l’Estret de Vilaverd, el molí del Manchas, el mas de Viló, el molí del Farré i el seu gran taller de ferreria, a més de danys en el molí del Català, el molí de la Roca i altres. Les cases properes al riu, especialment a la carretera, la Costeta del Teixidó i el carrer del Tigre, van patir danys importants, i algunes van caure totalment.
La tragèdia causà tres morts: un noi en el molí de Pasqual, un jove casat al molí del Manchas i un fadrí al molí dels Tresos, aquests dos últims germans. A més, es van arrasar marges, parets, arbres i altres propietats.
En resposta, el rector, l’alcalde i dos ciutadans organitzaren una recollida solidària, aconseguint més de 50 duros, 47 roves de pa i peces de roba per ajudar les famílies afectades.

## Incendis destacats
La Riba és un poble afectat recurrentment pels incendis forestals, un fenomen vinculat a la seva situació afavorits per la combinació de sequera, vent de ponent i orografia abrupta. En situacions de vent canalitzat per l’estret de la Riba, els incendis poden créixer amb rapidesa i gran intensitat com en els grans focs de 1986, 1994, 2003 i 2011.
Situada als peus de les Muntanyes de Prades, dins la conca del riu Brugent i envoltada de massa forestal de pi blanc, alzines i matollar mediterrani, la Riba es troba en una zona de gran vulnerabilitat davant del foc.

#### Incendi forestal de 6-8 de juliol de 1986
Entre el 6 i el 8 de juliol de 1986 es va produir un gran incendi forestal a les Muntanyes de Prades, afectant municipis com La Riba, Alcover, Vilaverd, El Pinatell, Rojals i Lilla (Montblanc). La sequera extrema i el vent van afavorir-ne la propagació. Es van cremar 4.912 hectàrees, amb flames de fins a 30 metres i una velocitat d’1,5 km/h. L’incendi va provocar danys ecològics i en infraestructures com la línia ferroviària.
Incendi forestal del 17 de juliol de 1994: 378 hectàrees
Incendi forestal del 26 de juliol de 1996: 53 hectàrees
Incendi forestal del 5 d'agost de 2003: 232 hectàrees
Incendi forestal del 19 de juliol de 2011: 410 hectàrees